# Полиция России
Полиция России — составная часть единой централизованной системы Министерства внутренних дел Российской Федерации. Основана 7 (18) июня 1718 года императором Петром I. 8 (20) сентября 1802 года была включена в Министерство внутренних дел. С 10 (23) марта 1917 по 1 марта 2011 года называлась милицией.
Полиция предназначена для защиты жизни, здоровья, прав и свободы человека, гражданина Российской Федерации, иностранных граждан, лиц без гражданства; для противодействия преступности, охраны общественного порядка, собственности и для обеспечения общественной безопасности.
В пределах своей компетенции руководство деятельностью полиции осуществляют Президент Российской Федерации непосредственно или через министра внутренних дел, руководители территориальных органов МВД и руководители подразделений полиции.

## Федеральный закон «О полиции» от7 февраля2011№ 3-ФЗ
Федеральный закон «О полиции» от 7 февраля 2011 № 3-ФЗ определяет направления деятельности данной структуры, функции, полномочия, а также порядок действий полицейских в различных ситуациях.
В документе сказано, что полиция предназначена для защиты жизни, здоровья, прав и свобод граждан Российской Федерации, иностранных граждан, лиц без гражданства, для противодействия преступности, охраны общественного порядка, собственности и для обеспечения общественной безопасности. Полиция незамедлительно приходит на помощь каждому, кто нуждается в её защите от преступных и иных противоправных посягательств. Полиция в пределах своих полномочий оказывает содействие федеральным органам государственной власти, органам государственной власти субъектов Российской Федерации, иным государственным органам, органам местного самоуправления, иным муниципальным органам, общественным объединениям, а также организациям независимо от форм собственности, должностным лицам этих органов и организаций в защите их прав.

## Современная структура

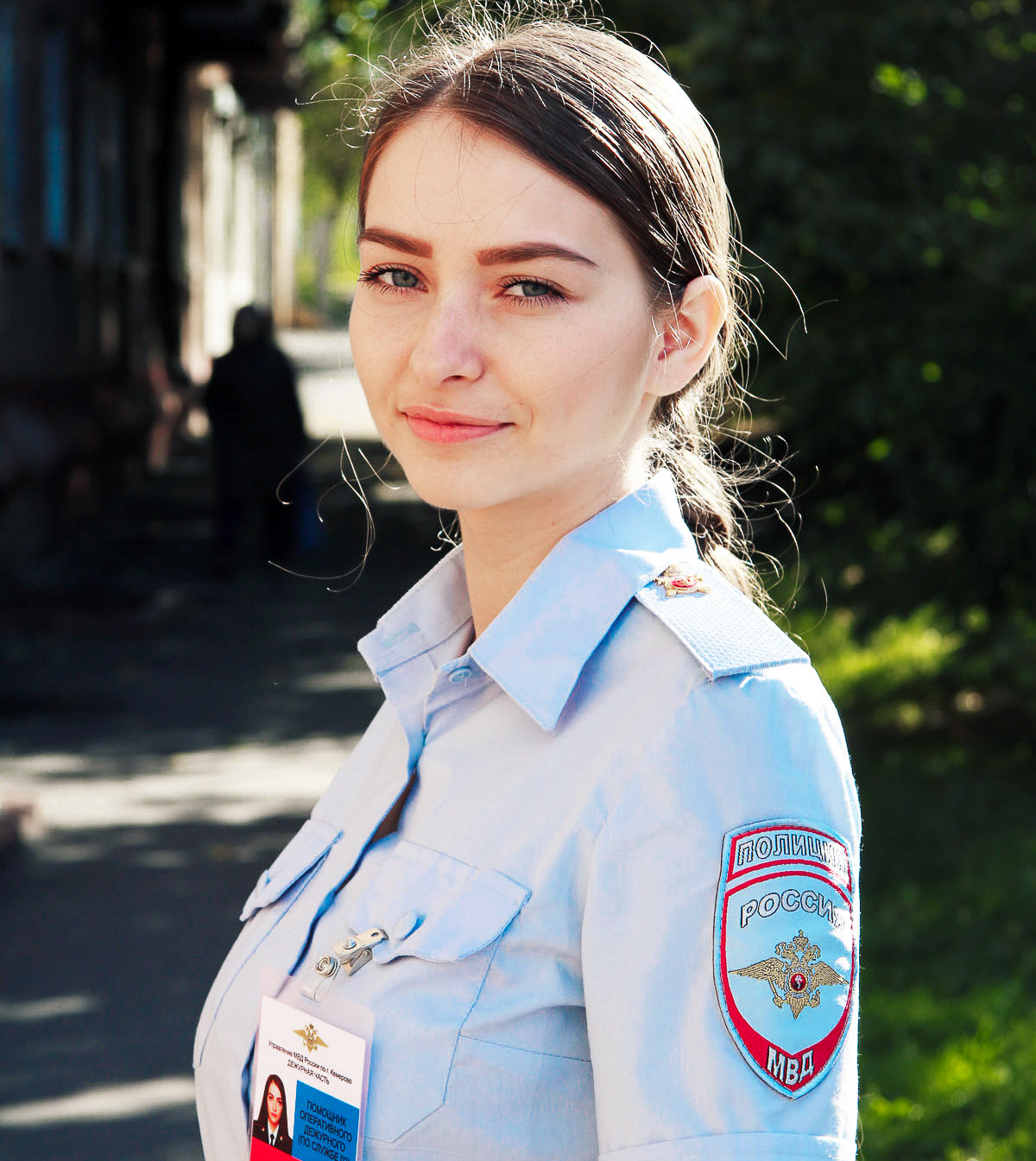
Летняя форменная одежда рядового сотрудника полиции МВД России

- Государственная автомобильная инспекция
- Главное управление по обеспечению охраны общественного порядка
- Главное управление по противодействию экстремизму
- Главное управление собственной безопасности
- Главное управление на транспорте
- Главное управление уголовного розыска
- Главное управление экономической безопасности и противодействия коррупции
- Главное управление по вопросам миграции
- Главное управление по контролю за оборотом наркотиков

Департаменты:
- Следственный департамент
- Департамент государственной службы и кадров
- Департамент делопроизводства и работы с обращениями граждан и организаций
- Департамент информационных технологий, связи и защиты информации
- Департамент по материально-техническому и медицинскому обеспечению
- Департамент по финансово-экономической политике и обеспечению социальных гарантий
- Договорно-правовой департамент
- Организационно-аналитический департамент

Управления:
- Управление «К» МВД России
- Управление по обеспечению безопасности лиц, подлежащих государственной защите
- Управление по взаимодействию с институтами гражданского общества и средствами массовой информации
- Управление по обеспечению безопасности крупных международных и массовых спортивных мероприятий
- Организационно-штатное управление
- Контрольно-ревизионное управление
- Управление по организации дознания
- Оперативное-поисковое управление
- Национальное центральное бюро Интерпола

## История полиции России
Существовавшая система государственных служб по охране общественного порядка и борьбе с преступностью в Российской империи вновь организована с 1 марта 2011 года в Российской Федерации (за исключением структур, не относящихся к МВД России, которые уже существуют или существовали ранее и именовались полицией).

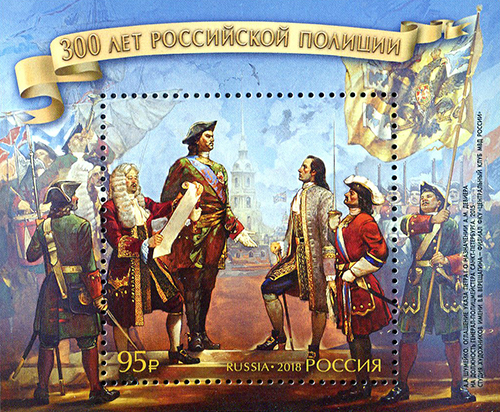
Почтовая марка, 2018 год. 300 лет российской полиции.

### XVI век
В 1504 году на Москве были установлены рогатки, при которых находилась стража. Стража содержалась местными жителями. Город был разделён на районы, между которыми были построены ворота с решётками. Запрещалось перемещаться ночью по городу без освещения. Впоследствии царь Иван Грозный учредил разъезды по Москве для соблюдения безопасности.
Судебник Ивана IV передал дела «о ведомых разбойниках» под юрисдикцию губных старост. До этого Губные грамоты носили характер пожалования, и давались по челобитью самого населения. Губная грамота давала разрешение местному обществу самостоятельно ведать в области Губное дело.
В городах полицейские функции исполняли городничие, введённые вместо огнищан.
Разбойный приказ впервые упоминается в 1571 году и с той поры непрерывно существовал до XVIII века. С 1539 года в письменных источниках упоминаются в Москве бояре, которым разбойные дела приказаны. К. А. Неволин полагает, что это была временная комиссия, учреждённая для уничтожения разбоев, которые тогда усилились. Но так как разбои не прекращались, то временная комиссия обратилась в постоянную и таким образом явилась разбойная изба, или разбойный приказ.

### XVII век
По указу от 14 августа 1687 года дела разбойного приказа были переданы Земским приказам.
Царь Алексей Михайлович в апреле 1649 года издал Наказ до городского благочиния касающийся. По наказу в Белом городе была создана команда под руководством Ивана Новикова и подьячего Викулы Панова. Им были преданы пять решёточных «прикащиков» (то есть приказчиков) и «один человек с 10 дворов» с рогатинами, топорами и водоливными трубами. Отряд наблюдал за пожарной безопасностью и порядком.
Полицейских служителей в крупных городах называли Земские ярыжки. Земские ярышки (по правилам современной орфографии — ярыжки) в Москве одевались в одежду красного и зелёного цвета. В других городах цвет одежды мог быть другим. На груди у них были нашиты буквы «З» и «Я».

В 1669 году вместо губных старост и губных целовальников были повсеместно введены сыщики.

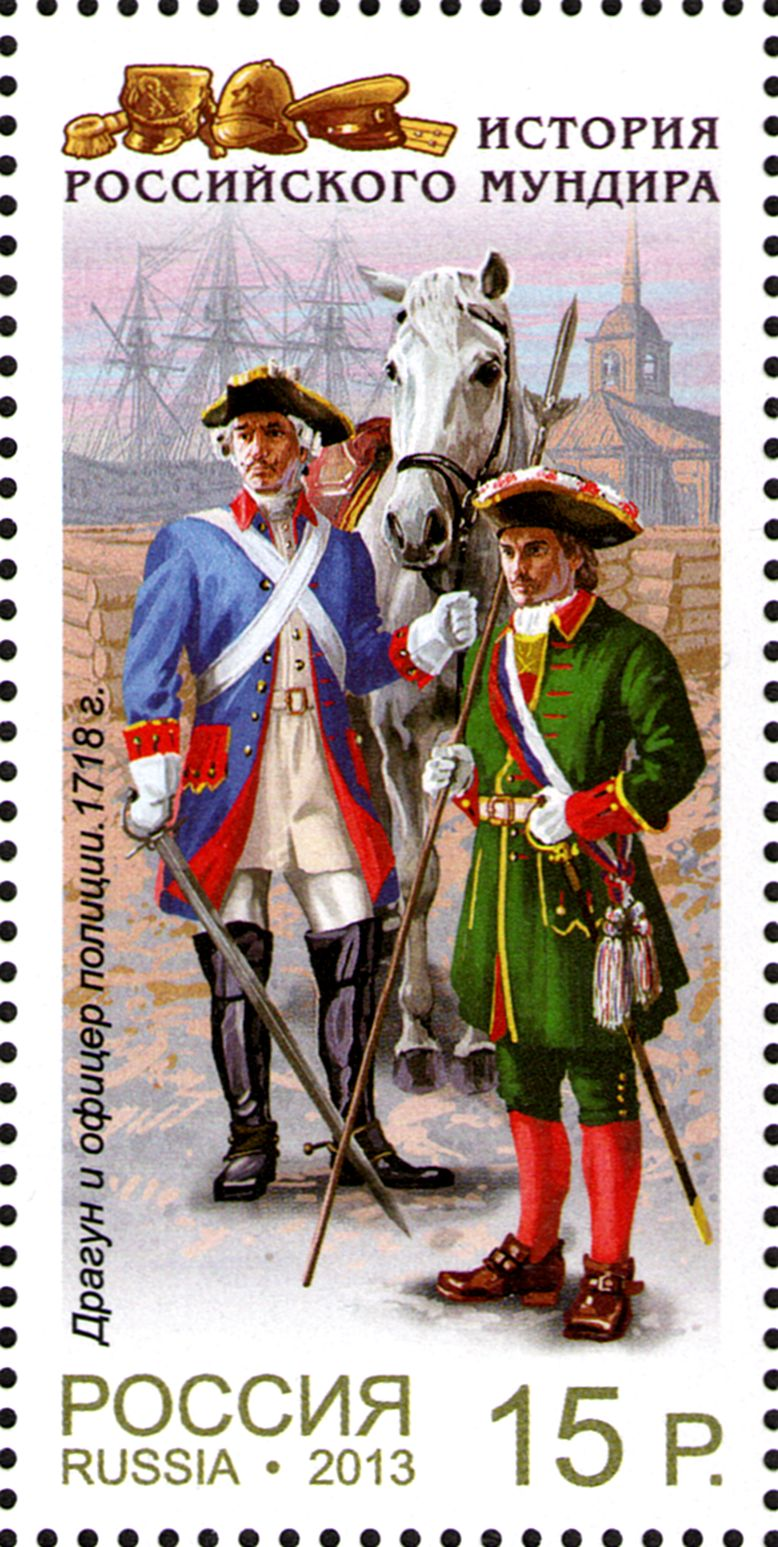
Драгун (слева) и офицер полиции. 1718 года. Почтовая марка России 2013 года.

### XVIII век
7 (18) июня 1718 года Пётр I учредил в Санкт-Петербурге Главную полицию. Первоначально штат Петербургской полиции состоял из заместителя генерал-полицмейстера, 4 офицеров и 36 нижних чинов. Делопроизводство в Главной полицмейстерской канцелярии вели дьяк и десять подьячих. Полиция не только следила за порядком в городе, но и выполняла ряд хозяйственных функций, занималась благоустройством города — мощением улиц, осушением болотистых мест, уборкой мусора и т. п. В городах на перекрёстках улиц, у наиболее важных административных учреждений стояли будочники, которые наблюдали за благочинием и чистотой на улицах города.
27 мая (7 июня) 1718 года генерал-полицмейстером столицы был назначен генерал-адъютант Антон Девиер. Для решения задач генерал-полицмейстеру передавались как созданная в 1715 г. Полицмейстерская канцелярия (по смерти Петра I — Главная полицмейстерская канцелярия), так и один армейский полк. Все чины этого полка становились полицейскими служащими. Стараниями генерала Девиера в 1721 году в Санкт-Петербурге были поставлены первые фонари и скамейки для отдыха. Была организована пожарная служба.
19 (30) января 1722 учреждена в Москве должность обер-полицмейстера, которая являлась высшей полицейской должностью Москвы и соответствовала V классу Табели о рангах. Обер-полицмейстер назначался императором из военных или гражданских чинов. В соответствии с инструкцией от 9 (20) июля 1722 обер-полицмейстер руководил охраной общественного спокойствия в Москве, являлся руководителем Московской полицмейстерской канцелярии, а с 1782 года — Управы благочиния. В 1729—1731 и 1762—1764 годах руководитель Московской полиции именовался генерал-полицмейстером.
23 апреля 1733 года императрица Анна Иоанновна подписала указ «Об учреждении полиции в городах», по которому полиция была создана в 23 самых крупных городах империи. В других городах и в сельской местности полиции не было. Полиция получила полномочия судебной инстанции и имела возможность назначать наказания по уголовным делам.
В 1762 году была учреждена должность Главного директора над всеми полициями, подчинявшегося непосредственно императору. На неё был назначен Н. А. Корф. Ему было поручено учредить полицмейстеров в тех провинциях и городах, где он сочтёт нужным.
В 1774 году для выполнения полицейских обязанностей в сельской местности были введены должности сотских и десятских из крестьян.
С 1775 года (после «Учреждения для управления губерний Всероссийской империи») городничих начал назначать Сенат.
В 1782 году был издан «Устав благочиния или полицейский», согласно которому в городах создавались новые полицейские органы — управы благочиния. В губернских городах они возглавлялись полицмейстерами, в уездах — городничими. Им подчинялись частные приставы, квартальные надзиратели и поручики (их заместители). При этом рядовые полицейские набирались из числа солдат, выделенных из местного гарнизона (городских батальонов) или других воинских частей.

### XIX век

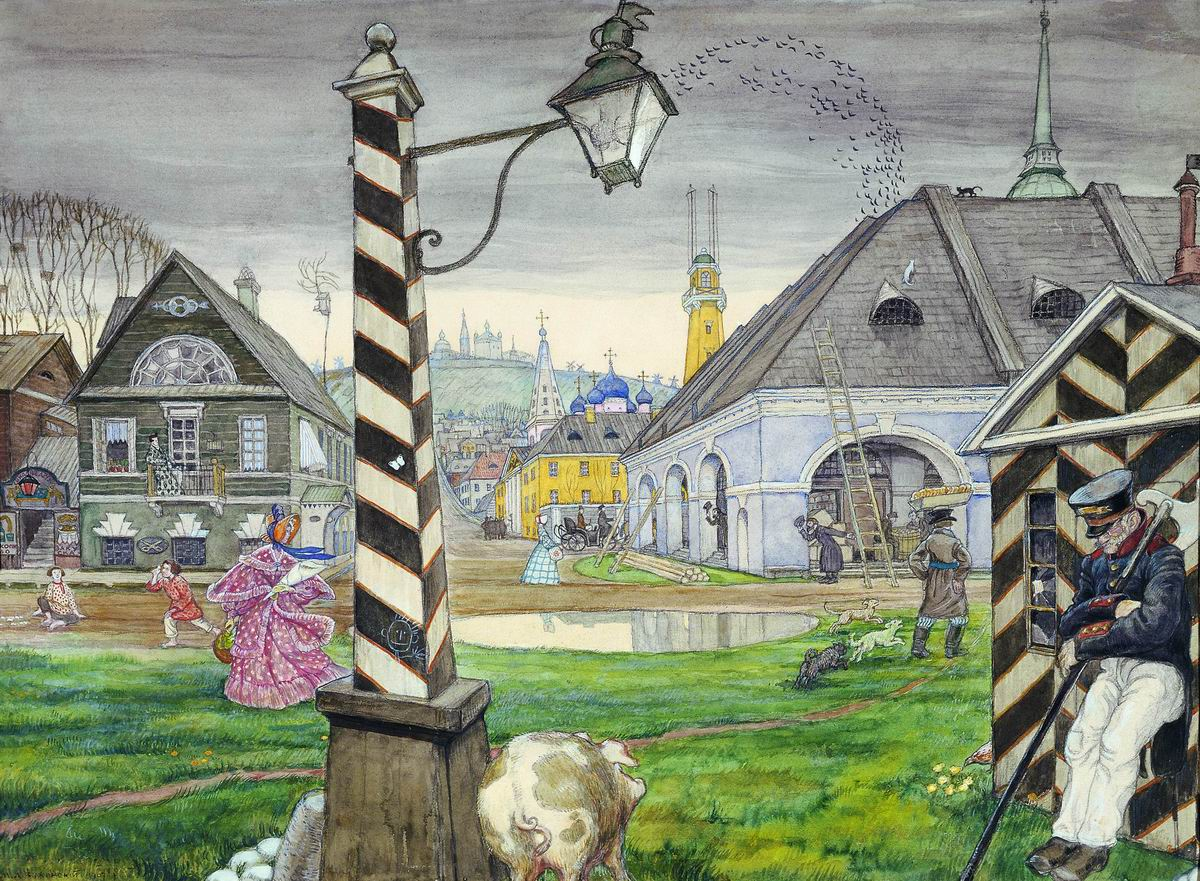
Будочник (Оригинал рисунка для № 47: М. В. Добужинский, «Город в николаевское время», «Картины по русской истории», издание И. Н. Кнебеля, 1908—1913 годов)

В 1802 году полиция была передана в ведение созданного Министерства внутренних дел. В 1811 году было создано отдельное Министерство полиции, которое в 1819 году было вновь слито с Министерством внутренних дел.
В 1837 году было издано положение о земской полиции, по которому главой полиции в уезде стал выбиравшийся дворянством земский исправник. Ему подчинялись назначавшимся губернским правлением становые приставы. Им, в свою очередь, подчинялись десятские, сотские, пятисотские и тысяцкие из крестьян.
В 1862 году была проведена реформа полиции. Звание городничего было упразднено; городнические правления в тех городах, которые были подчинены уездной полиции, были присоединены к земским судам, переименованным в уездные полицейские управления, а в тех городах, которые сохранили свою, отдельную от уездной, полицию, они были переименованы в городские полицейские управления.
В 1866 году в уездах Царства Польского была учреждена земская стража.
В 1866 году петербургский обер-полицмейстер Ф. Ф. Трепов направил Александру ІІ сообщение, в котором говорилось: «Существенный пробел в учреждении столичной полиции составляло отсутствие особой части со специальной целью производства исследований для раскрытия преступлений, изыскания общих мер к предупреждению и пресечению преступлений. Обязанности эти лежали на чинах наружной полиции, которая, неся на себе всю тягость полицейской службы, не имела ни средств, ни возможности действовать с успехом в указанном отношении. Для устранения этого недостатка и предложено учредить сыскную полицию».

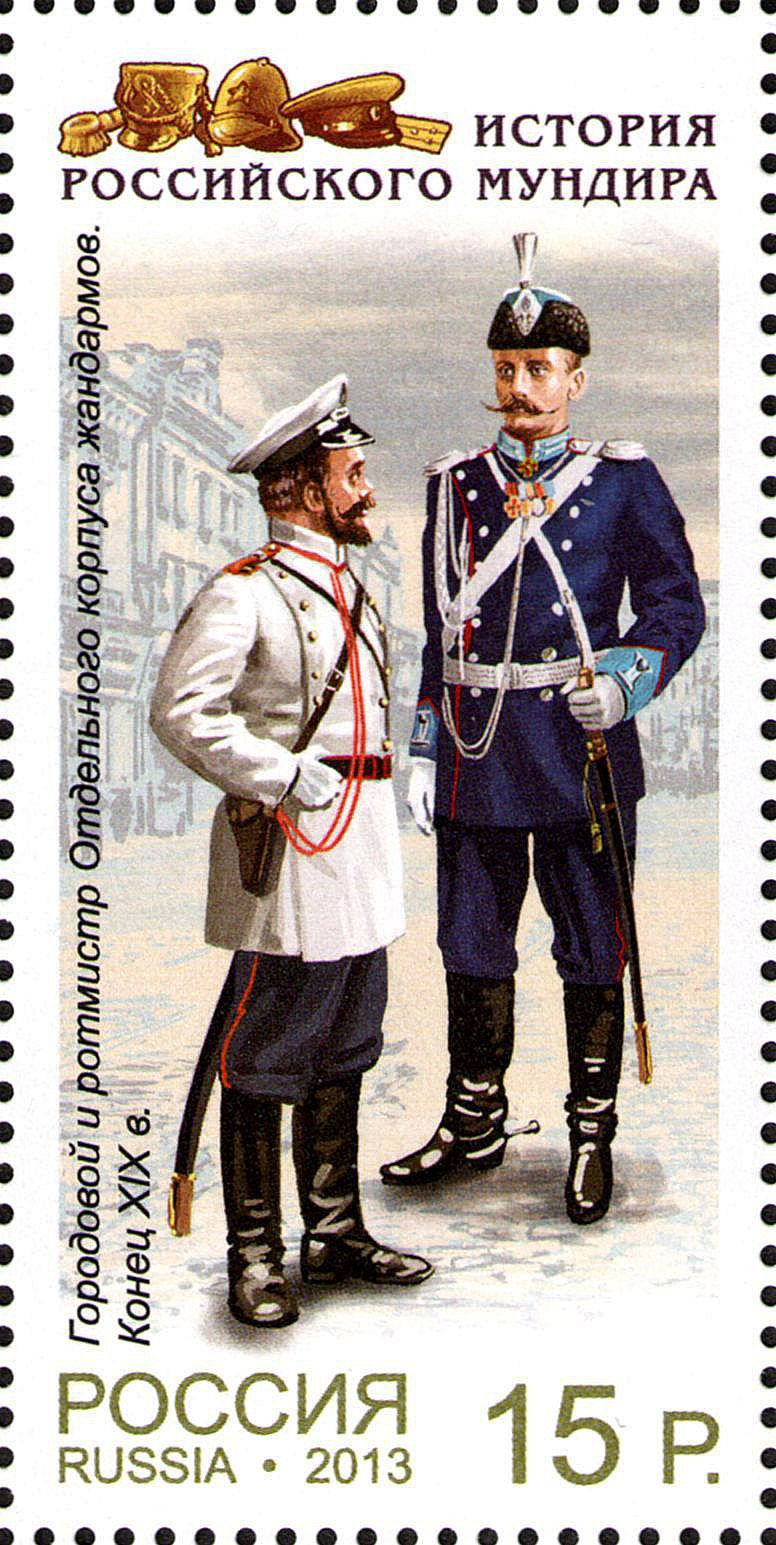
Форма городового и ротмистра Отдельного корпуса жандармов в конце XIX века. Почтовая марка России 2013 года.

Впервые в Российской полиции специализированные подразделения по раскрытию преступлений и проведению дознания были созданы в Санкт-Петербурге, где в 1866 году была учреждена сыскная полиция при канцелярии обер-полицмейстера. До этого сыскные функции осуществляли судебные следователи и вся полиция в том виде, в котором она существовала на тот момент. Первоначально штат уголовного сыска Санкт-Петербурга был небольшой, отделение насчитывало кроме начальника его помощника, 4 чиновника по особым поручениям, 12 полицейских надзирателей (сыщиков) и 20 вольнонаёмных сыщиков (служащих, имеющих гражданские чины). Первым начальником Санкт-Петербургской сыскной полиции 31 декабря 1866 (12 января 1867) года назначен титулярный советник Иван Дмитриевич Путилин. Со временем, подобные подразделения были созданы в полицейском управлении Москвы и других городов. Так появилась служба уголовного сыска. К 1907 году они имелись в Москве, Киеве, Риге, Одессе, Тифлисе, Баку, Ростове-на-Дону, Нижнем Новгороде и некоторых других крупных городах.
В 1879 году был образован институт полицейских урядников в сельской местности. Полицейские урядники предназначались в помощь становым приставам «для исполнения полицейских обязанностей, а также для надзора за сотскими и десятскими».
6 (18) августа 1880 года упразднено III Отделение Собственной Е. И. В. канцелярии и образован Департамент полиции.
С 1889 года начальник полиции уезда стал называться уездным исправником.

#### Отечественная война 1812 года
В ходе нашествия армии Наполеона полиция отвечала за проведение рекрутских наборов, ведение оперативной разведки и контрразведки, обеспечивала организованное отступление своих войск на первом этапе, их снабжение, конвоирование и охрану пленных, была эффективным инструментом применения тактики «скифской войны» на истощение захватчика. Полицейские последними покидали города, оставленные войсками, прикрывая их отход. Полицейская администрация первой возвращалась на пепелище, восстанавливая порядок и налаживая мирную жизнь.
Перед тем как наполеоновские войска вошли в Москву, полиция занималась эвакуацией населения, вывозом важнейших документов, исторических ценностей, а также поджогом зданий, чтобы те не достались врагу. Так начался большой московский пожар.
По предписанию генерал-губернатора Ростопчина полиция сожгла город, оставленный жителями, где, по крайней мере, не осталось „ни одного дворянина“, по заверению Кутузова. Это было самое главное, — прочие сословия могли и потерпеть. Как всегда бывает, полиция пришла в данном случае на помощь патриотизму обывателей.Михаил Покровский
После изгнания Наполеона из Москвы полиция составила список сгоревших, взорванных и уцелевших строений. На Тверской улице уцелели 12 домов, а в Китай-городе всего два. Сгорел университет с библиотекой и архивами. Не уцелели памятники культуры и в частных собраниях — считается, что сгорел единственный экземпляр «Слова о полку Игореве» из коллекции Мусина-Пушкина. Ущерб составил 320 миллионов рублей.

### Система званий и чинов в полиции Российской империи
|                                    |                                     |                                                  |                                                  |                                                 |                         |
| Городовой низшего оклада — рядовой | Городовой низшего оклада — ефрейтор | Городовой среднего оклада — младший унтер-офицер | Городовой старшего оклада — старший унтер-офицер | Помощник околоточного надзирателя — фельдфебель | Околоточный надзиратель |

| Средний начальствующий состав | Средний начальствующий состав                        | Средний начальствующий состав             | Средний начальствующий состав                                  | Старший начальствующий состав                     | Старший начальствующий состав            | Старший начальствующий состав   | Высший начальствующий состав | Высший начальствующий состав     | Высший начальствующий состав | Высший начальствующий состав   |
| ----------------------------- | ---------------------------------------------------- | ----------------------------------------- | -------------------------------------------------------------- | ------------------------------------------------- | ---------------------------------------- | ------------------------------- | ---------------------------- | -------------------------------- | ---------------------------- | ------------------------------ |
|                               |                                                      |                                           |                                                                |                                                   |                                          |                                 |                              |                                  |                              |                                |
| Провинциальный секретарь      | Губернский секретарь (помощник участкового пристава) | Коллежский секретарь (участковый пристав) | Титулярный советник (помощник частного или станового пристава) | Коллежский асессор (частный или становой пристав) | Надворный советник (помощник исправника) | Коллежский советник (исправник) | Статский советник            | Действительный статский советник | Тайный советник              | Действительный тайный советник |

### XX век

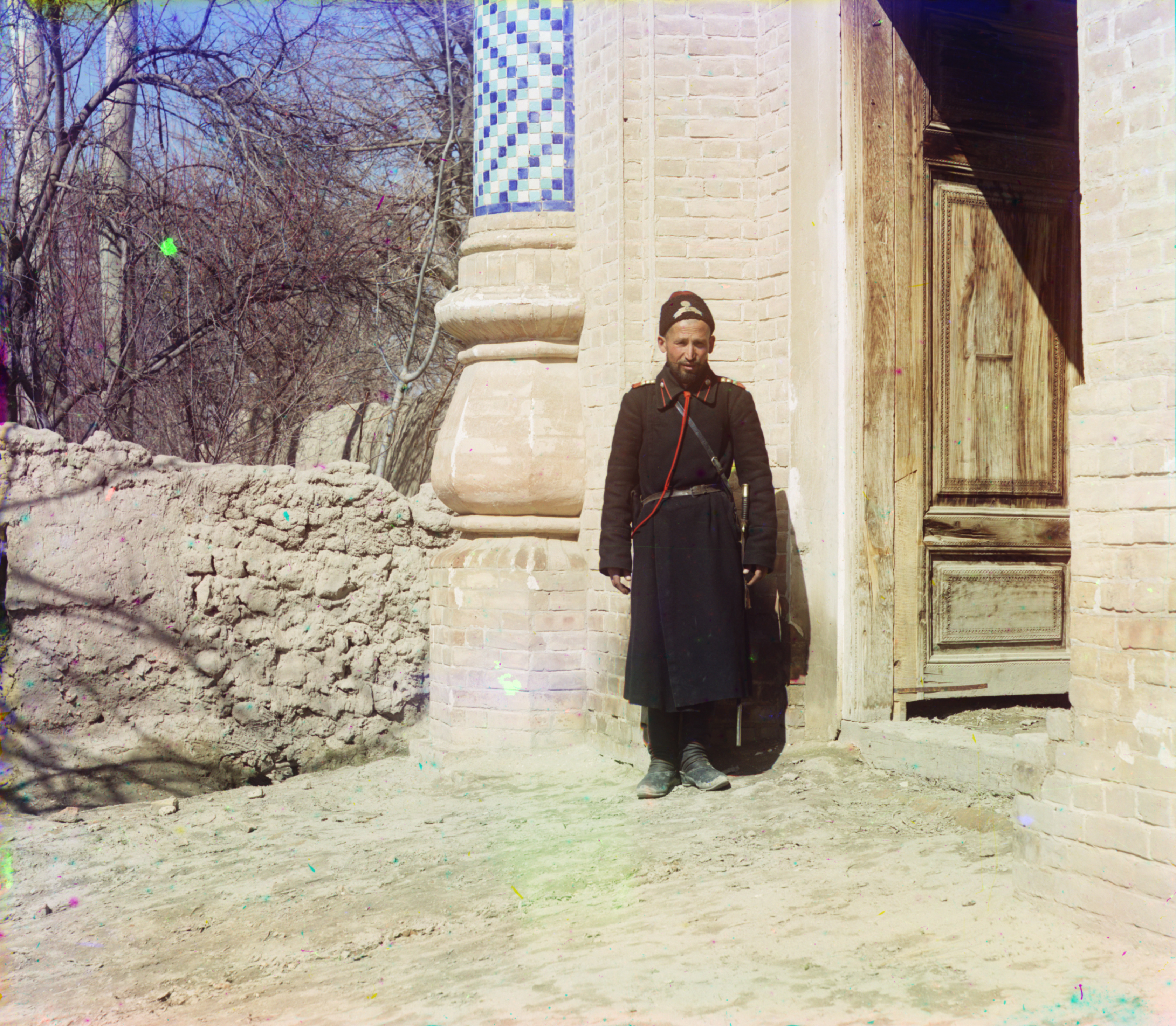
Полицейский в Самарканде (Российская империя). Фото: С. М. Прокудин-Горский, между 1905 и 1915 гг.

В 1903 году в сельской местности, первоначально в 46 губерниях, была введена уездная полицейская стража. К 1916 году она распространялась на 50 губерний.
В Российской империи органы полиции активно участвовали в защите существующего строя, за что её служащие часто становились жертвами революционного террора. Например, перед началом и во время первой русской революции 1905—1907 годов с января 1904 по май 1906 года только в Риге революционерами и террористами убито и ранено 110 сотрудников полиции, что составляло около 25 % её штатного состава.
9 августа 1910 года министром внутренних дел П. А. Столыпиным была издана Инструкция чинам сыскных отделений, которая определяла их задачи и структуру. Каждое сыскное отделение состояло из четырёх структурных подразделений-столов:
1. Личного задержания.
2. Розысков.
3. Наблюдения.
4. Справочного регистрационного бюро.

По распоряжению П. А. Столыпина при Департаменте полиции были образованы специальные курсы для подготовки начальников сыскных отделений. На состоявшемся в 1913 году в Швейцарии Международном съезде криминалистов русская сыскная полиция была признана лучшей в мире по раскрываемости преступлений.

#### Милиция Временного правительства
После Февральской революции постановлением Временного Правительства от 10 марта 1917 года Департамент полиции был упразднён.
Один из ленинских «Апрельских тезисов» к докладу «О задачах пролетариата в данной революции» от 4 апреля ставил задачу «устранения полиции, армии, чиновничества».
Постановлениями Временного правительства «Об утверждении милиции» и «Временном положении о милиции», изданными 17 апреля 1917 года учреждается «народная милиция». Народная милиция объявляется исполнительным органом государственной власти на местах, «состоящем в непосредственном ведении земских и городских общественных управлений».
Одновременно с государственной «народной милицией» советы рабочих депутатов организовывали отряды «рабочей милиции» и другие вооружённые формирования, которые находились под влиянием различных политических сил, а порой и вне их. При этом рабочая милиция не состояла в подчинении у комиссаров городской милиции.
Образованный 3 июня под эгидой большевиков Совет петроградской народной милиции вступил в конфликт с начальником городской милиции, выставив политические лозунги в связи с отказом дополнительно платить за службу в рабочей милиции рабочим, получающим полную зарплату на заводах. Разрушалась важнейшая государственная структура.

#### Милиция Советской России и СССР
Принцип самоорганизации сил правопорядка реализовывался некоторое время и после Октябрьской революции 1917 года. В постановлении НКВД РСФСР «О рабочей милиции» от 28 октября (10 ноября) 1917 года не предусматривались организационные формы государственного милицейского аппарата.
Рабочая милиция носила характер массовых самодеятельных организаций, формировалась на началах добровольных дружин, поэтому не могла остановить разгула преступности.
16 апреля 1918 года НКВД РСФСР обязал исполкомы местных Советов, установить следующую единую структуру управленческих отделов, включающую подотделы милиции.
10 мая 1918 года коллегия НКВД РСФСР приняла распоряжение: «Милиция существует как постоянный штат лиц, исполняющих специальные обязанности, организация милиции должна осуществляться независимо от Красной Армии, функции их должны быть строго разграничены».
1 августа 1918 года в составе Отдела местного управления НКВД РСФСР было создано Управление советской рабоче-крестьянской милиции, первым заведующим которого стал А. М. Дижбит.
10 июня 1920 года ВЦИК и СНК РСФСР приняли первое положение «О рабоче-крестьянской милиции». В соответствии с ним в состав милиции входили городская и уездная милиция, промышленная милиция, железнодорожная милиция, водная (речная, морская) милиция, розыскная милиция (уголовный розыск).
Один из первых случаев привлечения добровольцев для оказания помощи органам милиции имел место в 1926 году в Ленинграде (приказ начальника милиции Ленинграда № 120 за 1926 год), в соответствии с которым на ряде промышленных предприятий и в учреждениях города были созданы комиссии общественного порядка (КОП), в 1927 году в городе работали 240 комиссий, объединявших 2300 активистов. Комиссии оказали значительную помощь в работе с пьяницами и борьбе с хулиганством.
В 1929 году было разработано Положение об обществах содействия милиции.

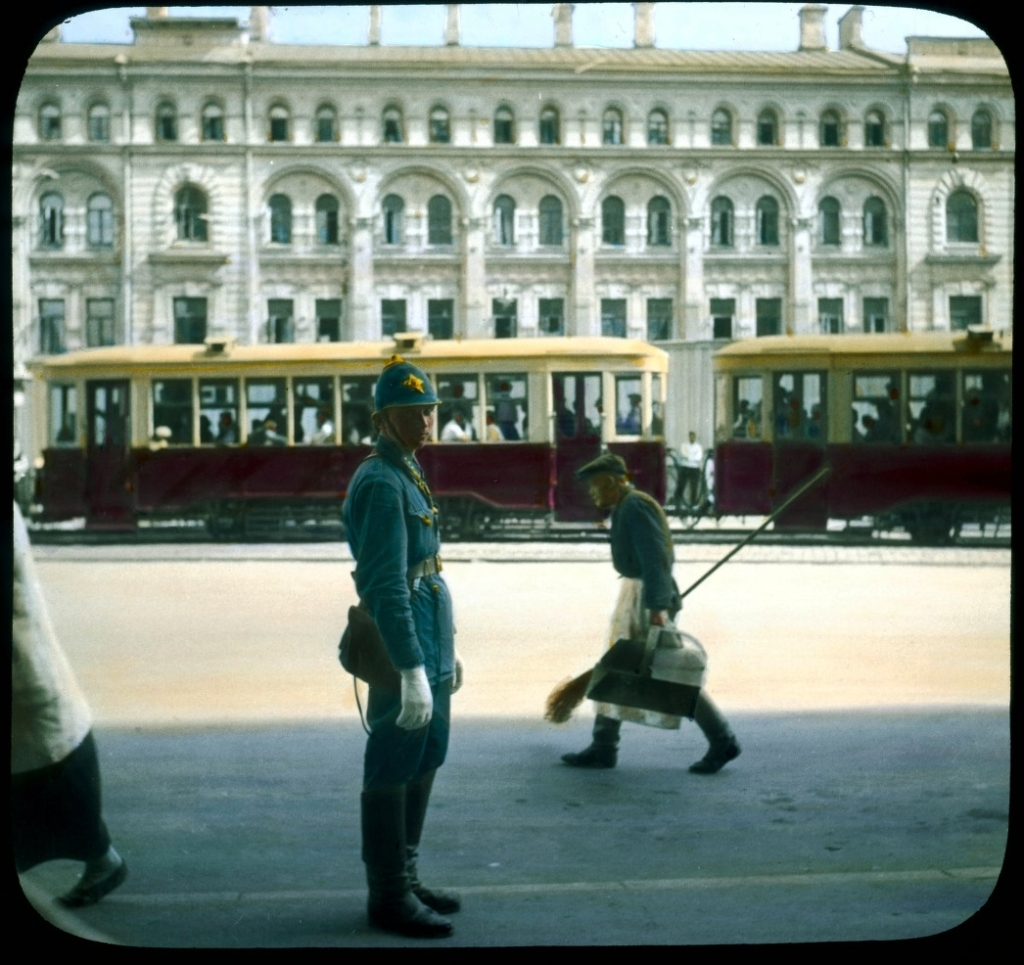
Милиционер в Москве, 1931 год

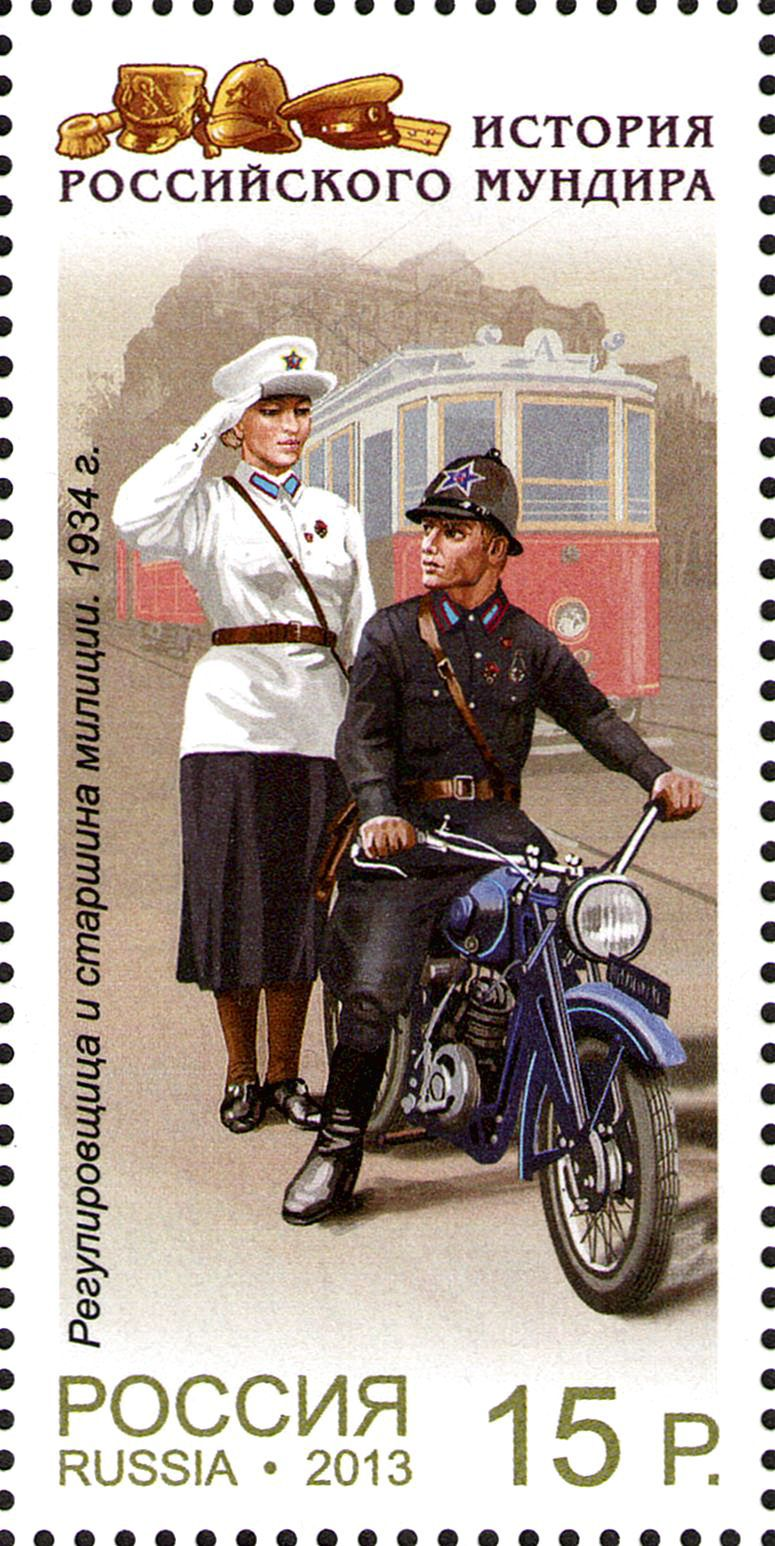
Регулировщица и старшина милиции. 1934 года. Почтовая марка России. 2013 год

25 мая 1930 года было принято постановление СНК РСФСР «Об обществах содействия органам милиции и уголовного розыска». 26 апреля 1932 года СНК РСФСР принял постановление «О реорганизации обществ содействия органам милиции и уголовного розыска», в соответствии с которым общества содействия органам милиции были преобразованы в бригады содействия милиции (бригадмил), которые создавались при отделениях милиции.
В 1931 году в милиции Москвы впервые был создал отдел регулирования уличного движения (ОРУД), 1936 году были созданы подразделения Государственной автомобильной инспекции (ГАИ).
15 декабря 1930 года ЦИК СССР и СНК СССР приняли постановление «О ликвидации наркоматов внутренних дел союзных и автономных республик». 31 декабря 1930 года ВЦИК и СНК РСФСР приняли постановление «О мероприятиях, вытекающих из ликвидации наркомвнудела РСФСР и наркомвнуделов автономных республик», которым руководство и управление органами милиции и уголовного розыска было возложено на созданное при СНК РСФСР Главное управление милиции и уголовного розыска.
10 июля 1934 года ЦИК СССР принял постановление «Об образовании общесоюзного Народного комиссариата внутренних дел СССР». В состав НКВД СССР вошло Главное управление рабоче-крестьянской милиции.
В 1937 году были созданы отделы по борьбе с хищениями и спекуляцией (БХСС).

##### Великая Отечественная война

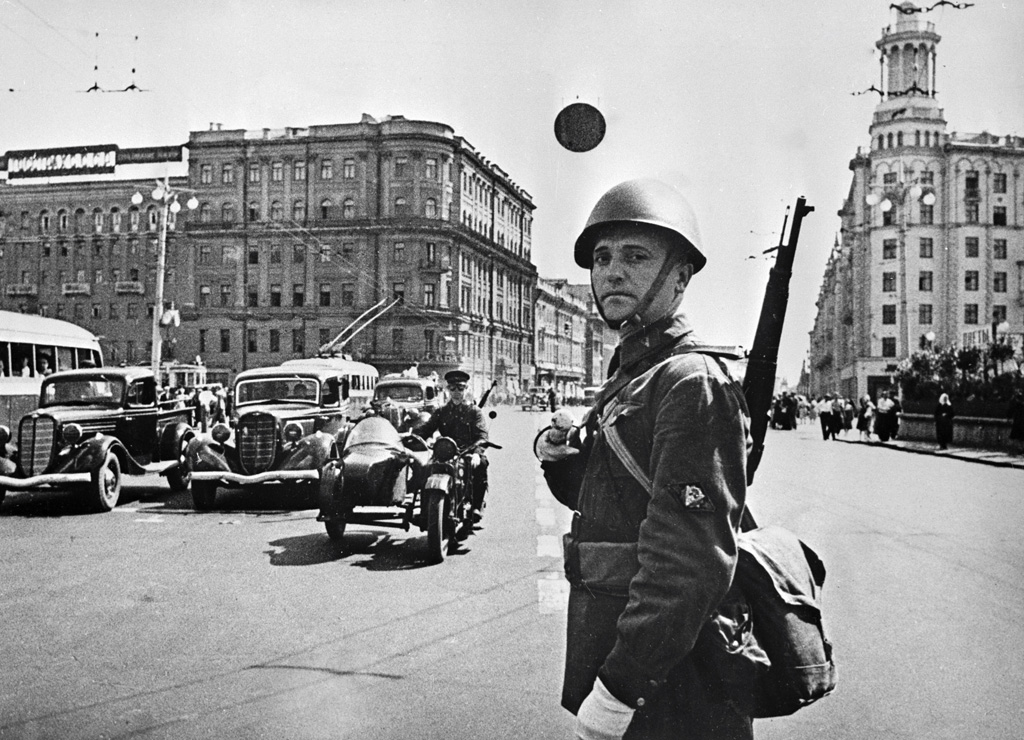
Милиционер стоит на посту на улице Горького. СССР, РСФСР, Москва. Август 1941 года

22 июня 1941 года началась Великая Отечественная война. При обороне Москвы были созданы специальные отряды из милиции. 9 октября 1941 года начальник Управления НКВД Москвы издал приказ, в котором говорилось:
В целях лучшей управляемости и сплочения всего личного состава НКВД и милиции в военных условиях, а также повышения боевой подготовки приказываю моему заместителю В.Н. Романченко сформировать из личного состава Управления гормилиции, райотделов НКВД и милиции г. Москвы отдельную дивизию. Начальнику Управления пожарной охраны г. Москвы майору госбезопасности И.Н. Троицкому – отдельную бригаду. Заместителю по кадрам т. Запевалину – из сотрудников НКВД особый батальон.
19 октября 1941 года Государственный комитет обороны ввёл в Москве осадное положение. В условиях осаждённого города московская милиция была переведена на режим военного времени (двухсменный режим работы по 12 часов, казарменное положение, отмена отпусков) и действовала под девизом: «Милицейский пост — это тоже фронт».
В Ленинграде с 30 июня 1941 года силами ленинградского Управления НКВД была организована заградительная линия с сетью контрольно-пропускных пунктов, создание которых помогло на въезде в город задержать немало вражеских разведчиков. В сентябре 1941 года Вермахт заблокировал все сухопутные дороги к городу. Во время 900-дневной блокады Ленинграда милиционеры принимали активное участие и в боевых действиях в составе частей регулярной Красной Армии и войск НКВД. Сотрудники милиции поддерживали порядок на единственной дороге, связывающей город с «большой землёй» — Дороге жизни. Особое место в работе ленинградской милиции занимала организация МПВО. Каждый район города делился на участки МПВО, соответственно милицейским участкам. Каждый начальник отделения милиции являлся начальником МПВО участка, а участковый уполномоченный — МПВО квартала.

##### Послевоенный период
В 1946 году НКВД СССР был переименован в МВД СССР. В 1949 году Главное управление милиции было передано из МВД СССР в МГБ СССР, а в 1953 году было возвращено в состав МВД СССР.
ЦК КПСС и Совет Министров СССР 2 марта 1959 года приняли постановление «Об участии трудящихся в охране общественного порядка в стране». Это постановление стало основным нормативно-правовым документом, определившим задачи, полномочия и формы организации добровольных народных дружин.
В январе 1960 года руководство СССР во главе с Н. С. Хрущёвым приняло решение о ликвидации МВД СССР и передаче его функций министерствам внутренних дел союзных республик, чтобы сократить расходы на государственный аппарат и увеличить полномочия союзных республик. В дальнейшем даже предусматривалась постепенная ликвидация части органов внутренних дел и передача их функций общественным организациям («опора на общественность»). Эта реформа была оформлена Указом Президиума Верховного Совета СССР от 13 января 1960 года. Деятельностью по охране правопорядка в России занялось МВД РСФСР. Затем Указом Президиума Верховного Совета РСФСР от 30 августа 1962 года МВД РСФСР было преобразовано в Министерство охраны общественного порядка РСФСР (МООП РСФСР). Аналогичные решения были приняты и в других союзных республиках. Значительно уменьшилась штатная численность милиции, сократилось финансирование по всем направлениям, включая оперативно-розыскную деятельность.
26 июля 1966 года Президиум Верховного Совета СССР принял указ «О создании союзно-республиканского министерства охраны общественного порядка СССР». Так было восстановлено централизованное управление органами милиции в СССР. 17 сентября 1966 года Президиум Верховного Совета РСФСР упразднил Министерство охраны общественного порядка РСФСР в связи с возложением его функций на МООП СССР.

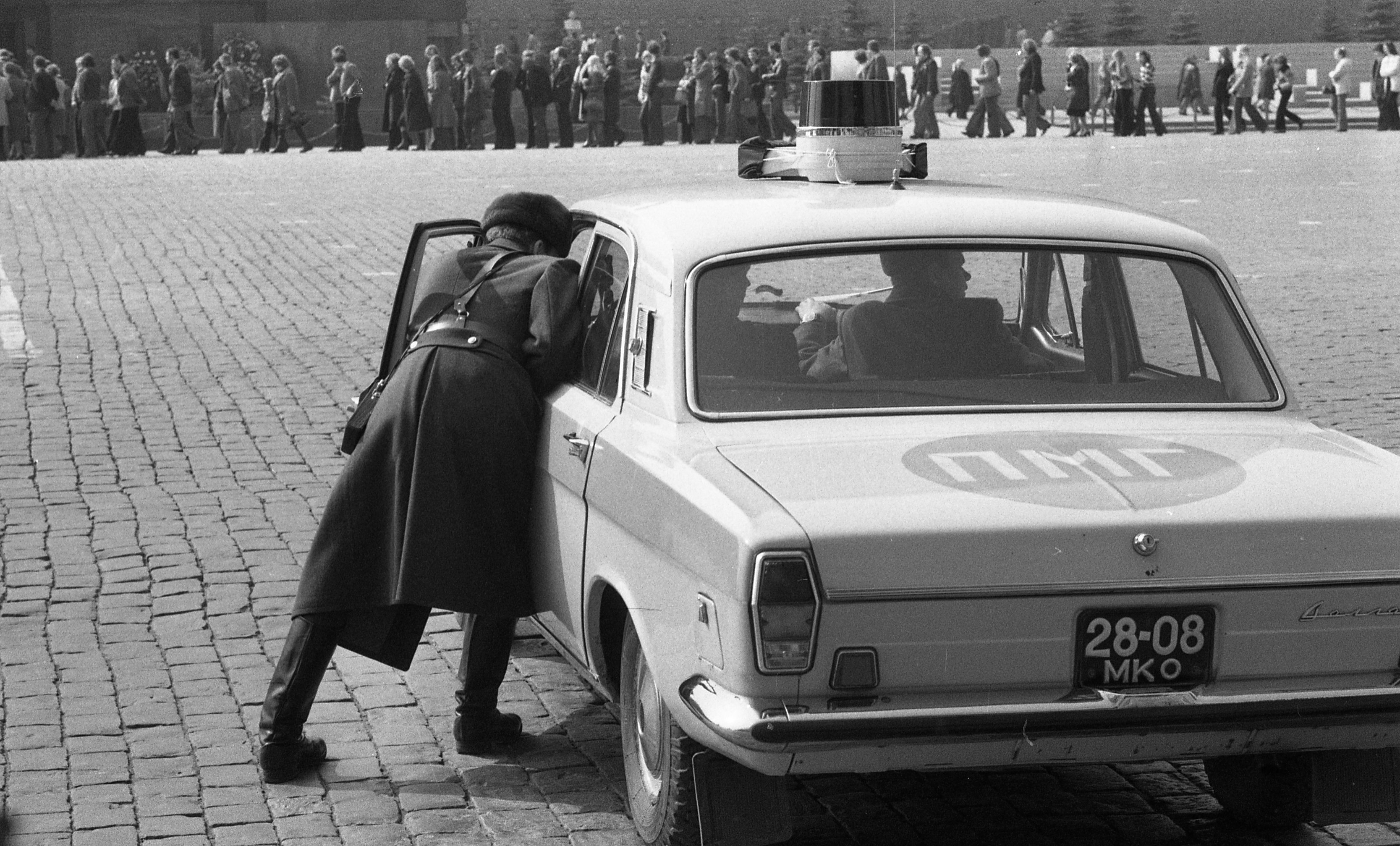
Милиционер у милицейского автомобиля ГАЗ-24 («Волга») на Красной площади в Москве, 1977 год

С 25 декабря 1967 года советская милиция была переведена на два выходных дня в неделю, до этого у милиционеров был только один выходной день еженедельно.
25 ноября 1968 года Президиум Верховного Совета СССР принял указ «О переименовании Министерства охраны общественного порядка СССР в Министерство внутренних дел СССР». Управления охраны общественного порядка исполкомов краевых и областных Советов депутатов трудящихся были переименованы в управления внутренних дел краевых, областных исполкомов Советов депутатов трудящихся.
Первым штатным специальным подразделением в системе МВД СССР стал Отряд милиции специального назначения ГУВД по городу Москве, образованный 9 ноября 1978 года.
3 октября 1988 года министр внутренних дел СССР издал приказ о создании отрядов милиции особого назначения (ОМОН).

## Милиция Российской Федерации
После распада СССР в декабре 1991 года все органы, учреждения и организации МВД СССР на территории РСФСР были переведены под юрисдикцию России. 19 декабря 1991 года было создано Министерство безопасности и внутренних дел Российской Федерации, однако уже 14 января 1992 года Конституционный суд РФ признал президентский указ о создании МБВД РСФСР неконституционным. В результате милиция вошла в систему Министерства внутренних дел РФ.
В начале 1990-х годов многие (часто самые способные и профессиональные) сотрудники милиции ушли на более высокооплачиваемую работу в частных охранных агентствах или службах безопасности различных компаний. В милиции, как и в государственном аппарате в целом, стали распространены коррупция, пренебрежение к законности (в том числе применение незаконных методов следствия), связи с преступным миром. По данным ВЦИОМа, в 1999 году более 60 % населения страны не доверяли милиции.

## Полиция Российской Федерации

### Реорганизация милиции в полицию

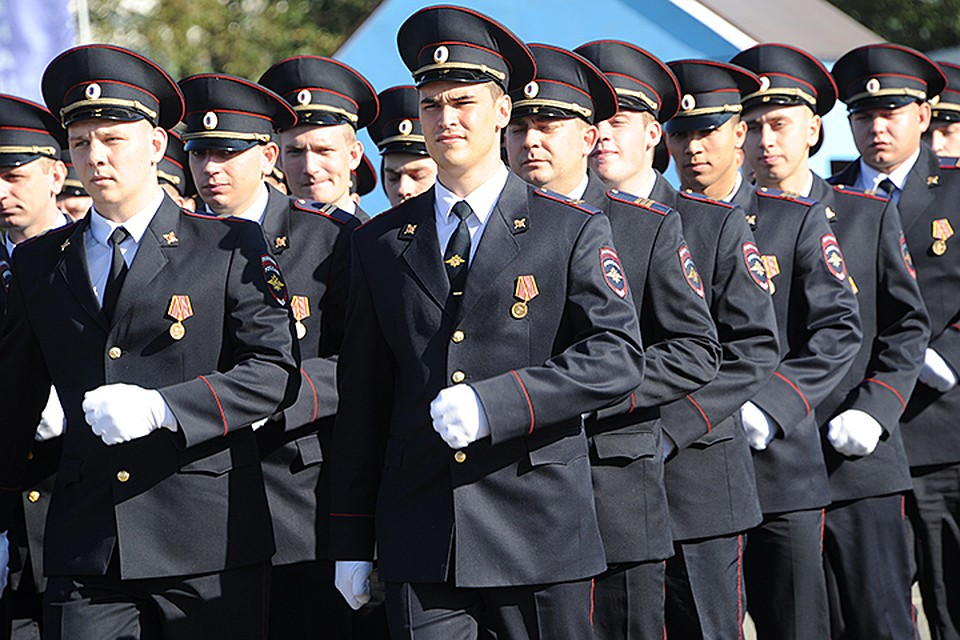
Полицейские на торжественном мероприятии

Нагрудный знак сотрудника патрульно-постовой службы полиции

Нагрудный знак сотрудника дорожно-патрульной службы МВД России

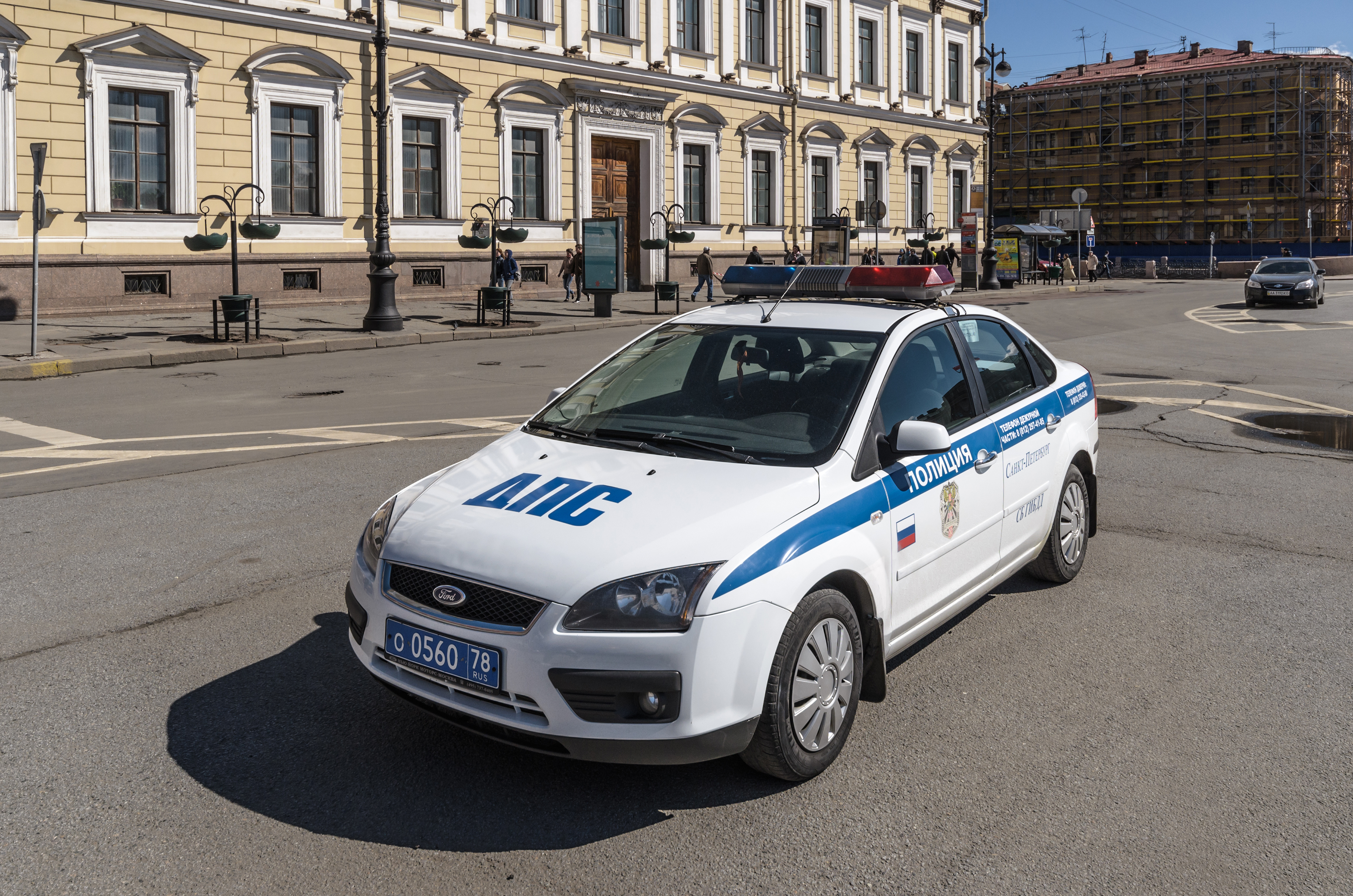
Полицейский автомобиль Ford ДПС в Санкт-Петербурге

22 января 2010 года на заседании ассоциации юристов России с участием главы МВД России Рашида Нургалиева, Сергей Степашин заявил, не раскрывая сути нововведения: «Милиции общественной безопасности, насколько я знаю — её больше не будет. И наверное, создание профессиональной полиции — это решение абсолютно правильное».
На этот раз власти дали понять, что всерьёз намерены довести реформу до конца, а также приняли решение приобщить к составлению закона рядовых граждан. 6 августа 2010 года президент России Дмитрий Медведев на совещании по вопросам реформирования МВД России предложил уже на следующий день предоставить законопроект «О полиции» для всеобщего обсуждения в Интернете.
Тогда же, 6 августа 2010 года, Дмитрий Медведев предложил переименовать милицию в полицию:

Нам нужны профессиональные люди, сотрудники, которые эффективно, честно и слаженно выполняют свою работу. Поэтому я считаю, что пришла пора вернуть органам правопорядка их имя — полиция.
Таким образом, 7 августа 2010 года был предложен новый законопроект «О полиции» (тот же законопроект с изменёнными названиями «милиция» на «полиция»).
Согласно опросу, проведённому ВЦИОМ 14—15 августа 2010 года, 63 процента россиян считает, что переименование милиции в полицию ничего не изменит, и в работе ведомства всё останется по-прежнему.
В целом, новый законопроект является продолжением политики, обратной той, которая проводилась в реформе 2002 года, то есть ещё большей централизации. Упраздняются институты милиции общественной безопасности и криминальной милиции. В отличие от милиции, частично подчинённой власти субъекта федерации, полиция с субъектом федерации (по законопроекту) не связана.
В уникальном для России онлайн-обсуждении законопроекта «О полиции» приняло участие около 5 миллионов человек. В результате, законопроект, по сравнению с первоначальным видом, претерпел значительные изменения, связанные с полномочиями новой структуры. В частности, были исключены положения о том, что полицейские могут беспрепятственно проникать в помещения граждан, на принадлежащие им земельные участки, на территории, земельные участки и в помещения, занимаемые общественными объединениями и организациями, а также вызывавшая наибольшую критику «презумпция законности» полиции («требования сотрудника полиции, обращённые к гражданам и должностным лицам, и предпринимаемые им действия считаются законными до тех пор, пока в предусмотренном законом порядке не будет установлено иное»), хотя по мнению оппозиционных политиков данная формулировка была лишь завуалирована, а не исключена.
Несмотря на критику со стороны определённых слоёв общества и ряда оппозиционных политических партий, законопроект был принят в первом чтении 10 декабря 2010 г. Госдума в пятницу, 28 января 2011 г. приняла законопроект «О полиции» в заключительном третьем чтении. За принятие закона высказались только 315 депутатов, 130 высказались против, воздержавшихся не было.
Первоначально планировалось, что новый закон вступит в силу уже с января 2011 года, но официально полиция в России вновь возродилась 1 марта 2011 г.
7 февраля 2011 года президент опубликовал в Твиттере сообщение:

| Дмитрий Медведев | через Twitter |
| @MedvedevRussia  |               |

             Подписал закон о полиции. Спасибо всем, кто участвовал в обсуждении этого важного документа. Закон — первый шаг к обновлению МВД.
         

        2011-02-7

1 марта 2011 года закон о полиции вступил в силу, а с 1 января 2012 года вся символика милиции стала недействительной.

### Положение полиции в Российской Федерации
В современной России полиция входит в систему Министерства внутренних дел Российской Федерации. Задачи этой структуры регулируются Конституцией Российской Федерации, Федеральным законом от 07.02.2011 г. № 3-ФЗ «О полиции», Федеральным законом от 30.11.2011 г. № 342-ФЗ «О службе в органах внутренних дел», другими федеральными законами и международными договорами.

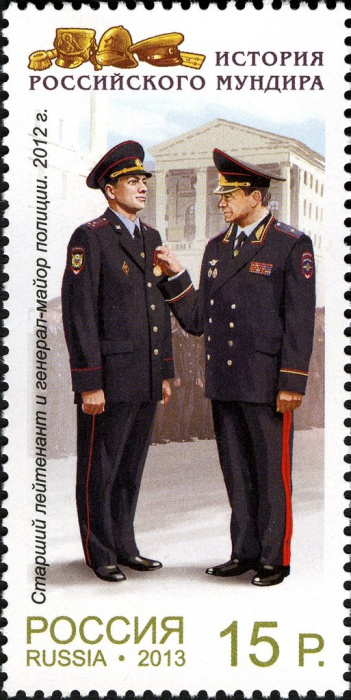
Почтовая марка. Старший лейтенант и генерал-майор полиции. 2013 год.

#### Структура
В структуре органов внутренних дел, как правило, существуют следующие виды подразделений, на основе которых строятся структуры управления:
- Министерство внутренних дел Российской Федерации (МВД России) — центральный орган управления в системе правоохранительных органов Российской Федерации. Федеральное министерство, подчинённое напрямую Президенту Российской Федерации. Осуществляет общее централизованное руководство всеми органами внутренних дел в стране. Во главе — Министр внутренних дел Российской Федерации, специальное звание, соответствующее штатной должности — генерал-полковник полиции (внутренней службы) / генерал полиции Российской Федерации.
- Департамент, Главное управление, Управление — подразделение Министерства, осуществляющее руководство органами внутренних дел в пределах функциональной компетенции: Департамент уголовного розыска, Департамент собственной безопасности, Департамент охраны общественного порядка, Департамент по борьбе с организованной преступностью, Департамент экономической безопасности, Организационно-инспекторский департамент, Правовой департамент, Департамент тыла, Финансово-экономический департамент, Главные управления, Управления и отделы внутренних дел.
- Главное управление МВД России (ГУ МВД России) — осуществляет руководство органами внутренних дел в пределах своей компетенции, ограниченной либо территориально (ГУ МВД России по субъекту Федерации), либо функционально (отвечает за определённый круг задач органов внутренних дел: Главное управление по борьбе с экономическими преступлениями — подразделение в составе центрального аппарата министерства). ГУ МВД России стоят над управлениями (УМВД) или отделами МВД России (ОМВД). В субъектах Российской Федерации, имеющих численность населения более 2 млн человек или особый статус в силу определённых обстоятельств, как правило, осуществляют свою деятельность Главные управления МВД России (ГУ МВД России по г. Москве, ГУ МВД России по Московской области и т. п.). Руководитель ГУ МВД России, как правило, имеет специальное звание генерал-лейтенант полиции (внутренней службы, юстиции) — генерал-полковник полиции (внутренней службы, юстиции).
- Управление МВД России (УМВД России) — орган управления в системе внутренних дел, имеет статус ниже ГУ МВД России, но выше отделов МВД России. Бывают территориальные (субъектов федерации, например: УМВД России по Тульской области, или территориальных единиц субъектов федерации, в этом случае подчиняются вышестоящему ГУ МВД России: например, УМВД России ЮЗАО г. Москвы), функциональные в составе Министерства или ГУ МВД России. Если УМВД России входит в состав вышестоящего ГУ МВД России, тогда по штату равны бригаде, начальник УВД — полковник полиции.
- Министерство внутренних дел по субъекту Российской Федерации (республике в составе Российской Федерации) — осуществляет общее руководство органами внутренних дел в пределах данного субъекта федерации. В зависимости от штатной структуры, определяемой численностью населения и прочими факторами, приравнивается к ГУ МВД России или УМВД России субъектов федерации.

- Отдел МВД России (ОМВД). Основной орган управления в системе внутренних дел Российской Федерации. Подчиняется вышестоящему территориальному УМВД России, или напрямую УМВД России (ГУ МВД России) субъекта федерации как правило являются территориальными (ОМВД России района, города областного подчинения), осуществляет руководство всей деятельностью по обеспечению правопорядка в пределах компетенции органов внутренних дел в пределах административной территории;
- Отдел полиции (ОП) — территориальное подразделение внутри отдела или управления МВД России.

#### Подразделения
В состав полиции входят:
- ГУ ОООП (ППС)

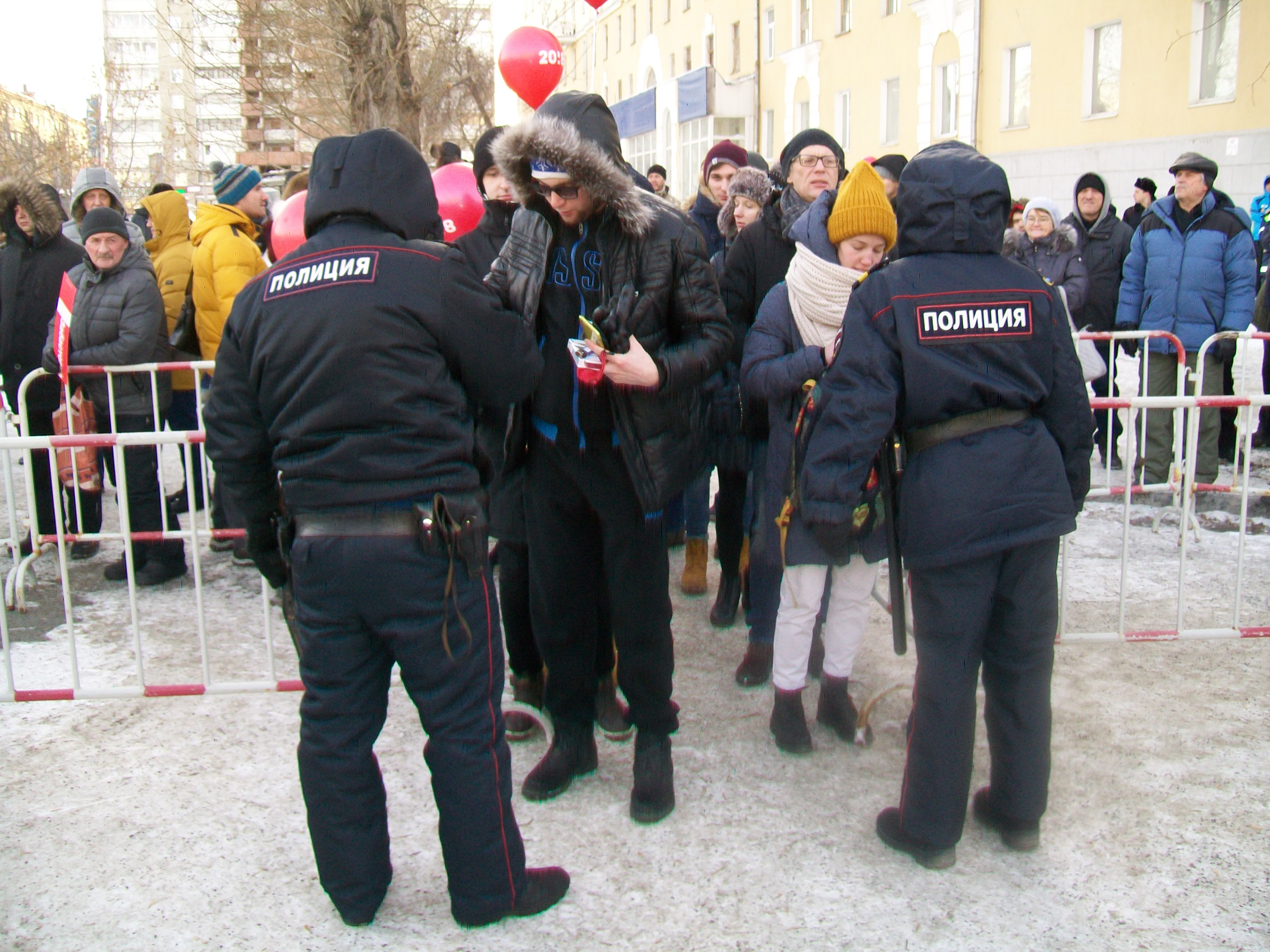
Полицейские на митинге в Екатеринбурге. 28 января 2018 года

  - Участковый уполномоченный полиции
- ГАИ (ДПС)
- Главное управление на транспорте
- Спецподразделения: специальные полки полиции (Москва[47], Московская область[48], Санкт-Петербург и Ленинградская область[49][50], Чечня), ГБР (Белгород)[51], ОБОР (Казань)[52]
- Экологическая полиция (Москва, Казань)

### Федеральная полиция (несостоявшаяся реформа МВД России)
Впервые о реформе заговорили осенью 2002 года. В соответствии с планами, полиция должна была быть разделена на федеральную полицию и муниципальную полицию. Таким образом, по мнению тогдашнего заместителя руководителя кремлёвской администрации Дмитрия Козака, должно было быть в полной мере реализовано конституционное право субъектов Российской Федерации самостоятельно осуществлять охрану общественного порядка, что было невозможно при существовавшей централизации внутри МВД России. Кроме того, к концу 2003 года должно было быть создано ведомство, координирующее работу следственных органов МВД России, ФСБ России и налоговой полиции — Федеральная служба расследований. Однако провальная политика министра внутренних дел Бориса Грызлова, в частности ликвидация РУБОП, приведшая к небывалой коррупции в рядах сотрудников МВД России, вынудила в конечном итоге не только отказаться от реформирования министерства, но и сделать его ещё более централизованным, что в целом вписалось в общую концепцию централизации власти в России. На протяжении последующих лет периодически появлялась информация о всё-таки возможном осуществлении реформы и создании федеральной полиции, включающей в себя криминальную полицию, полицию общественной безопасности, миграционную полицию и спецуправления, но ничего из этого выполнено не было.

## Внештатные сотрудники полиции
В публикации 2015 года сообщается, что в России более 35 тыс. граждан являлись внештатными сотрудниками полиции.
Положение о внештатных сотрудниках полиции было принято приказом МВД от 10 января 2012 года под номером 8. Исходя из него, внештатным сотрудником полиции может быть гражданин Российской Федерации, достигший возраста 18 лет и изъявивший оказывать добровольное содействие полиции на безвозмездной основе. Несмотря на это, внештатные сотрудники не являются должностными лицами органов внутренних дел. Таким сотрудникам выдаются удостоверения установленного образца и прикрепляются они к штатному сотруднику полиции, который будет поручать некоторые задания и обучать юридической грамотности.

## Учебные заведения МВД России
Подготовка среднего и старшего начальствующего состава сотрудников органов внутренних дел ведется в образовательных учреждениях МВД России. На 2018 год вузы МВД России выпускают около 10 тыс. сотрудников в год. В России действуют 20 ведомственных высших учебных заведений МВД и 12 их филиалов.

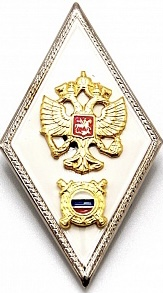
Академический нагрудный знак Академии управления МВД России

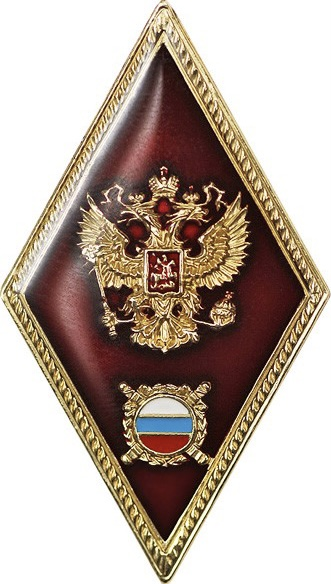
Академический нагрудный знак Вуза МВД России

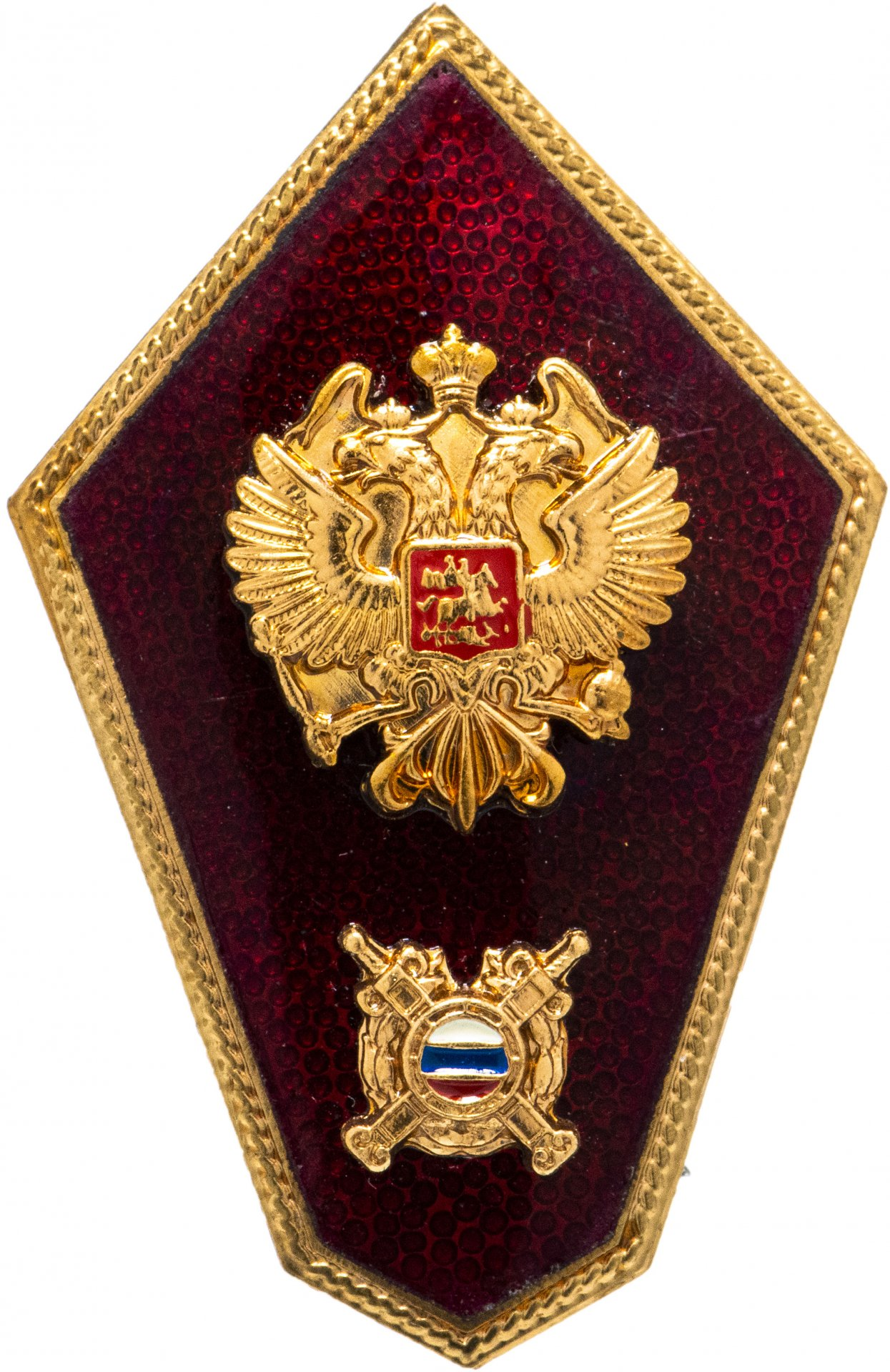
Нагрудный знак об окончании специальной средней школы МВД России

Обучение высших сотрудников МВД России возможно и в Военной академии Генерального штаба Вооружённых сил Российской Федерации (Москва).

### Университеты МВД России
- Московский университет МВД России (г. Москва)
  - Московский областной филиал (Московская область, п. Старотеряево)
  - Рязанский филиал (г. Рязань)
  - Тверской филиал (г. Тверь)
- Краснодарский университет МВД России (г. Краснодар)
  - Крымский филиал (г. Симферополь)
  - Новороссийский филиал (г. Новороссийск)
  - Ставропольский филиал (г. Ставрополь)
  - Северо-Кавказский институт повышения квалификации сотрудников МВД России (г. Нальчик)
- Санкт-Петербургский университет МВД России (г. Санкт-Петербург)
  - Калининградский филиал (г. Калининград)

### Академии МВД России
- Академия управления МВД России (г. Москва)
- Волгоградская академия МВД России (г. Волгоград)
- Нижегородская академия МВД России (г. Нижний Новгород)
- Омская академия МВД России (г. Омск)

### Институты МВД России
- Всероссийский научно-исследовательский институт МВД России (г. Москва)
- Всероссийский институт повышения квалификации сотрудников МВД России (ВИПК) (г. Домодедово)
  - Брянский филиал ВИПК (г. Брянск)
  - Филиал ВИПК в г. Набережные челны (г. Набережные Челны)
  - Филиал ВИПК в г. Пенза (г. Пенза)
- Тюменский юридический институт МВД России (г. Тюмень)
- Барнаульский юридический институт МВД России (г. Барнаул)
- Белгородский юридический институт МВД России (г. Белгород)
- Воронежский институт МВД России (г. Воронеж)
- Восточно-Сибирский институт МВД России (г. Иркутск)
- Дальневосточный юридический институт МВД России (г. Хабаровск)
- Казанский юридический институт МВД России (г. Казань)
- Орловский юридический институт МВД России (г. Орёл)
- Ростовский юридический институт МВД России (г. Ростов-на-Дону)
- Сибирский юридический институт МВД России (г. Красноярск)
  - Абаканский филиал заочного обучения Сибирского института (г. Абакан)
  - Представительство Сибирского юридического института в г. Кызыле (г. Кызыл)
- Уральский юридический институт МВД России (г. Екатеринбург)
- Уфимский юридический институт МВД России (г. Уфа)

## Знаки различия
Сотрудники МВД России носят форму одежды в соответствии с приказом Министерства внутренних дел Российской Федерации от 17 ноября 2020 года № 777 «Об утверждении Правил ношения сотрудниками органов внутренних дел Российской Федерации форменной одежды, знаков различия и ведомственных знаков отличия».
Знаками особого различия сотрудников специальных полков полиции России является берет чёрного (графитового) цвета.
Для сотрудников туристической полиции нарукавный знак с надписью «ТУРИСТИЧЕСКАЯ ПОЛИЦИЯ TOURIST POLICE» и флагом России.
Сотрудники полиции прошедшие квалификационные испытания на право ношения крапового берета могут носить берет крапового цвета.

Нарукавный знак принадлежности к МВД России
Нарукавный знак патрульно-постовой службы
Нарукавный знак дорожно-патрульной службы
Нарукавный знак главного управления на транспорте

### Система званий в полиции
Специальные звания полиции присваиваются гражданам Российской Федерации, назначенным на должности рядового и начальствующего составов подразделений полиции в органах внутренних дел.
К названиям специальных званий полиции добавлено существительное — «полиции». У находящихся в отставке добавляются слова «в отставке». В Российской полиции в настоящий момент не используется такое звание как ефрейтор полиции, однако в милиции СССР ранее до 1960 года существовало звание «ефрейтор милиции».
| Рядовой состав  | Рядовой состав  | Младший начальствующий состав | Младший начальствующий состав | Младший начальствующий состав | Младший начальствующий состав | Младший начальствующий состав | Младший начальствующий состав |
| --------------- | --------------- | ----------------------------- | ----------------------------- | ----------------------------- | ----------------------------- | ----------------------------- | ----------------------------- |
|                 |                 |                               |                               |                               |                               |                               |                               |
| Рядовой полиции | Курсант полиции | Младший сержант полиции       | Сержант полиции               | Старший сержант полиции       | Старшина полиции              | Прапорщик полиции             | Старший прапорщик полиции     |

| Средний начальствующий состав | Средний начальствующий состав | Средний начальствующий состав | Средний начальствующий состав | Старший начальствующий состав | Старший начальствующий состав | Старший начальствующий состав | Высший начальствующий состав | Высший начальствующий состав | Высший начальствующий состав | Высший начальствующий состав         |
| ----------------------------- | ----------------------------- | ----------------------------- | ----------------------------- | ----------------------------- | ----------------------------- | ----------------------------- | ---------------------------- | ---------------------------- | ---------------------------- | ------------------------------------ |
|                               |                               |                               |                               |                               |                               |                               |                              |                              |                              |                                      |
| Младший лейтенант полиции     | Лейтенант полиции             | Старший лейтенант полиции     | Капитан полиции               | Майор полиции                 | Подполковник полиции          | Полковник полиции             | Генерал-майор полиции        | Генерал-лейтенант полиции    | Генерал-полковник полиции    | Генерал полиции Российской Федерации |

Специальные звания юстиции присваиваются гражданам Российской Федерации, назначенным на должности рядового и начальствующего состава в органах внутренних дел Министерства внутренних дел Российской Федерации, проходящим службу в следственных подразделениях МВД России. Такие же специальные звания присваиваются сотрудникам следственных органов Следственного комитета Российской Федерации.
К названиям специальных званий юстиции добавлено существительное — «юстиции». У находящихся в отставке добавляются слова «в отставке».
| Рядовой состав  | Рядовой состав  | Рядовой состав          | Младший начальствующий состав | Младший начальствующий состав | Младший начальствующий состав | Младший начальствующий состав | Младший начальствующий состав | Младший начальствующий состав |
| --------------- | --------------- | ----------------------- | ----------------------------- | ----------------------------- | ----------------------------- | ----------------------------- | ----------------------------- | ----------------------------- |
|                 |                 |                         |                               |                               |                               |                               |                               |                               |
| Рядовой юстиции | Курсант юстиции | Младший сержант юстиции | Сержант юстиции               | Старший сержант юстиции       | Старшина юстиции              | Прапорщик юстиции             | Старший прапорщик юстиции     |                               |

| Средний начальствующий состав | Средний начальствующий состав | Средний начальствующий состав | Средний начальствующий состав | Старший начальствующий состав | Старший начальствующий состав | Старший начальствующий состав | Высший начальствующий состав | Высший начальствующий состав | Высший начальствующий состав |
| ----------------------------- | ----------------------------- | ----------------------------- | ----------------------------- | ----------------------------- | ----------------------------- | ----------------------------- | ---------------------------- | ---------------------------- | ---------------------------- |
|                               |                               |                               |                               |                               |                               |                               |                              |                              |                              |
| Младший лейтенант юстиции     | Лейтенант юстиции             | Старший лейтенант юстиции     | Капитан юстиции               | Майор юстиции                 | Подполковник юстиции          | Полковник юстиции             | Генерал-майор юстиции        | Генерал-лейтенант юстиции    | Генерал-полковник юстиции    |

Специальные звания внутренней службы присваиваются гражданам Российской Федерации, назначенным на должности рядового и начальствующего составов в органы внутренних дел проходящим службу в тыловых, финансовых, кадровых, штабных и медицинских подразделениях МВД России, за исключением сотрудников данных подразделений проходящих службу в образовательных организациях МВД,таким сотрудникам присваиваются спецзвания полиции.
К специальным званиям внутренней службы добавляется приставка — «внутренней службы». У находящихся в отставке добавляются слова «в отставке».
В настоящее время форма сотрудников органов внутренних дел, имеющих специальные звания внутренней службы идентична с форменным обмундированием сотрудников, имеющих специальные звания полиции, за исключением некоторых элементов — некоторых специальных наименований элементов формы, петличных эмблем и нарукавных знаков.
| Рядовой состав            | Рядовой состав            | Рядовой состав                    | Младший начальствующий состав | Младший начальствующий состав     | Младший начальствующий состав | Младший начальствующий состав | Младший начальствующий состав       | Младший начальствующий состав |
| ------------------------- | ------------------------- | --------------------------------- | ----------------------------- | --------------------------------- | ----------------------------- | ----------------------------- | ----------------------------------- | ----------------------------- |
|                           |                           |                                   |                               |                                   |                               |                               |                                     |                               |
| Рядовой внутренней службы | Курсант внутренней службы | Младший сержант внутренней службы | Сержант внутренней службы     | Старший сержант внутренней службы | Старшина внутренней службы    | Прапорщик внутренней службы   | Старший прапорщик внутренней службы |                               |

| Средний начальствующий состав       | Средний начальствующий состав | Средний начальствующий состав       | Средний начальствующий состав | Старший начальствующий состав | Старший начальствующий состав  | Старший начальствующий состав | Высший начальствующий состав    | Высший начальствующий состав        | Высший начальствующий состав        |
| ----------------------------------- | ----------------------------- | ----------------------------------- | ----------------------------- | ----------------------------- | ------------------------------ | ----------------------------- | ------------------------------- | ----------------------------------- | ----------------------------------- |
|                                     |                               |                                     |                               |                               |                                |                               |                                 |                                     |                                     |
| Младший лейтенант внутренней службы | Лейтенант внутренней службы   | Старший лейтенант внутренней службы | Капитан внутренней службы     | Майор внутренней службы       | Подполковник внутренней службы | Полковник внутренней службы   | Генерал-майор внутренней службы | Генерал-лейтенант внутренней службы | Генерал-полковник внутренней службы |

## Экипировка

### Техника
| Изображение | Тип                                                     | Производство | Назначение                         | Количество | Примечания |
| ----------- | ------------------------------------------------------- | ------------ | ---------------------------------- | ---------- | --- |
|             | ВАЗ-2110, ВАЗ-2115, Lada Priora, Lada Granta LADA Vesta | Россия       | Патрульная машина                  | 120 000    | Используются: - Подразделениями ДПС России - Участковыми-уполномоченными России - Подразделениями патрульно-постовой службы        |
|             | BMW                                                     | Германия     | Патрульная машина                  | н/д        | Используются: - Подразделениями СБ ДПС России                                                                                      |
|             | Ford Focus                                              | Россия       | Патрульная машина                  | 12 000     | Используются: - Подразделениями ДПС крупных городов России                                                                         |
|             | Škoda Octavia                                           | Россия       | Патрульная машина                  | 12 000     | Используются: - Подразделениями ДПС крупных городов России                                                                         |
|             | Fiat Ducato                                             | Италия       | Полицейский фургон                 | 2100       | - Закуплены для оперативно-следственных подразделений Москвы, Санкт-Петербурга и Казани                                            |
|             | УАЗ Хантер                                              | Россия       | Полицейский автомобиль УУП         | н/д        | Используются: - Участковыми-уполномоченными полиции. - Подразделениями патрульно-постовой службы                                   |
|             | УАЗ Патриот                                             | Россия       | Полицейский автомобиль УУП         | 18000      | Используются: - Участковыми-уполномоченными полиции. - Подразделениями патрульно-постовой службы                                   |
|             | ВАЗ-2121 «Нива»                                         | Россия       | Полицейский автомобиль УУП         | 50000      | Используются: - участковыми-уполномоченными полиции.                                                                               |
|             | Газель                                                  | Россия       | Автомобиль-лаборатория             | 28000      | Используется: - оперативно-следственными подразделениями.                                                                          |
|             | КамАЗ-43114                                             | Россия       | Полицейский специальный автомобиль | 7050       | Используется: - для перевозки сотрудников подразделений специального назначения, а также для перевозки подозреваемых и обвиняемых. |
|             | ГАЗель-Next, ГАЗон NEXT                                 | Россия       | Полицейский специальный автомобиль | н/д        | Используется: - для перевозки подозреваемых и обвиняемых.                                                                          |
|             | BMW R1200RT                                             | Германия     | Патрульный мотоцикл                | н/д        | Используются: - Подразделениями ДПС крупных городов России                                                                         |
|             | Москвич 3                                               | Россия       | Патрульная машина                  | н/д        | Используются: - Подразделениями ДПС крупных городов России - Подразделениями патрульно-постовой службы                             |

Кроме того, в составе ДПС России в различных регионах России имеются иномарки среднего класса, а также некоторые другие: Mercedes-Benz C-класс, E-класс, GL-класс, M-класс, S-класс; Ford Crown Victoria, Mondeo, Explorer; BMW X5, 5/5 (F10), 7 (E65), X6; Porsche 911, Cayenne; Škoda Superb; Audi A6, A8 (A8L), R8; Hyundai и другие.

### Вооружение полиции
Сотрудник полиции имеет право на применение физической силы, специальных средств и огнестрельного оружия лично или в составе подразделения (группы) в случаях и порядке, предусмотренных федеральными конституционными законами, Федеральным законом о полиции и другими федеральными законами.
Перечень состоящих на вооружении полиции специальных средств, огнестрельного оружия и патронов к нему, боеприпасов устанавливается Правительством Российской Федерации. В состоянии необходимой обороны, в случае крайней необходимости или при задержании лица, совершившего преступление, сотрудник полиции при отсутствии у него необходимых специальных средств или огнестрельного оружия вправе использовать любые подручные средства, а также по основаниям и в порядке, которые установлены настоящим Федеральным законом, применять иное, не состоящее на вооружении полиции оружие.
| Изображение | Модель                                      | Производство | Тип                                          | Калибр               |
| ----------- | ------------------------------------------- | ------------ | -------------------------------------------- | -------------------- |
|             | Ручной пулемёт Калашникова                  | Россия       | Пулемёт                                      | 7,62 × 39 мм         |
|             | Снайперская винтовка Драгунова              | Россия       | Снайперская винтовка                         | 7,62 × 54 мм R       |
|             | АК-74М                                      | Россия       | Автомат                                      | 5,45 × 39 мм         |
|             | АКС-74У                                     | Россия       | Автомат                                      | 5,45 × 39 мм         |
|             | ПП-91                                       | Россия       | Пистолет-пулемёт                             | 9×18 мм ПМ           |
|             | ПП-2000                                     | Россия       | Пистолет-пулемёт                             | 9×18 мм ПМ           |
|             | АЕК-919К                                    | Россия       | Пистолет-пулемёт                             | 9×18 мм ПМ           |
|             | Пистолет Ярыгина                            | Россия       | Самозарядный пистолет                        | 9 × 19 мм Парабеллум |
|             | ПМ                                          | Россия       | Самозарядный пистолет                        | 9×18 мм ПМ           |
|             | Штык-нож                                    | Россия       | Холодное оружие                              | —                    |
|             | Наручники БР                                | Россия       | Наручники                                    | —                    |
|             | Газовый баллончик                           | Россия       | специальное средство                         | —                    |
|             | Газовый баллончик                           | Россия       | специальное средство                         | —                    |
|             | Полицейская дубинка ПР-73,Пус-2,Пус-3,ПР-90 | Россия       | специальное средство                         | —                    |
|             | АИР-107 Электрошоковое устройство           | Россия       | специальное средство                         | __                   |
|             | АИР-107У                                    | Россия       | специальное средство                         | __                   |
|             | Ручной металлоискатель                      | Россия       | Металлоискатель                              | __                   |
|             | Щит противоударный                          | Россия       | средство активной обороны                    | __                   |
|             | Видеорегистратор                            | Россия       | средство документирования                    | __                   |
|             | Рация                                       | Россия       | радиостанция                                 | __                   |
|             | «Диана», «Барьер», «Гарпун», «Кактус»       | Россия       | средства принудительной остановки транспорта | __                   |
|             | ПШ-97                                       | Россия       | Противоударный шлем                          | __                   |
|             | щитки защитные предплечий и рук             | Россия       | Противоударные щитки                         | __                   |
|             | КОРА-1 (бронежилет)                         | Россия       | Бронежилет                                   | __                   |
|             | бронежилет                                  | Россия       | Бронежилет скрытого ношения                  | __                   |
|             | бронежилет                                  | Россия       | Бронежилет                                   | __                   |
|             | ЗШ-1                                        | Россия       | Защитный шлем                                | __                   |
|             | ГП-7                                        | Россия       | Противогаз                                   | __                   |
|             | ПМК-С                                       | Россия       | Противогаз                                   | __                   |

## Ведомственные медали
- «За доблесть в службе»
- «За отвагу на пожаре»
- «За боевое содружество»
- «За отличие в службе»
- «За разминирование»
- «За смелость во имя спасения»
- «За заслуги в службе в особых условиях»
- «За безупречную службу в МВД»
- «За укрепление международного полицейского сотрудничества»

## Знаки Полиции
- «Почётный сотрудник МВД»
- «Лучший сотрудник криминальной полиции»;
- «Лучший участковый уполномоченный полиции»;
- «Лучший следователь»;
- «Лучший инспектор по делам несовершеннолетних»;
- «Лучший сотрудник специальных подразделений полиции»;
- «За верность долгу»;
- «Отличник полиции»;
- «За содействие МВД России»;
- «Лучший дознаватель»;
- «Лучший сотрудник патрульно-постовой службы полиции».

## Профессиональные праздники
20 января — День делопроизводственной службы МВД России
12 февраля — День полиции общественной безопасности
18 февраля — День транспортной полиции
28 февраля — День образования инспекции по личному составу в системе МВД России
1 марта — День эксперта-криминалиста МВД России
16 марта — День ОБЭП (ранее ОБХСС)
28 марта — День образования Дежурных частей МВД России
6 апреля — День работника следственных органов
20 апреля — День мобилизационных подразделений МВД России
28 апреля — День создания КРО в системе МВД России
31 мая — День подразделений по делам несовершеннолетних
5 июня — День образования российской полиции
10 июня — День создания пресс-служб в системе МВД
14 июня — День работников миграционной службы
21 июня — День кинолога
1 июля — День сотрудника отдела налоговых преступлений (ОНП) (ранее — ФСНП России)
3 июля — День ГИБДД
6 июля — День финансовой службы МВД России
18 июля — День хозяйственной службы органов внутренних дел
19 июля — День юридической службы МВД России
25 июля — День сотрудника органов следствия Российской Федерации
7 августа — День подразделений оперативно-розыскной информации
2 сентября — День патрульно-постовой службы полиции (ППСП)
6 сентября — День службы по противодействию экстремизму (Центр «Э»)
23 сентября — День образования информационных подразделений МВД России
27 сентября — День образования НЦБ Интерпола МВД России
5 октября — День работников уголовного розыска России
7 октября — День образования штабных подразделений МВД России
12 октября — День кадрового работника
16 октября — День дознания
19 октября — День оперативно-технических подразделений МВД России (БСТМ)
10 ноября — День сотрудника органов внутренних дел Российской Федерации
15 ноября — День подразделений по борьбе с организованной преступностью
17 ноября — День участковых уполномоченных полиции
10 декабря — День образования подразделений связи МВД России
18 декабря — День образования подразделений собственной безопасности
31 декабря — День образования специальных перевозок МВД России